# Lincoln County, New Mexico
Lincoln County är ett administrativt område (county) i delstaten New Mexico, USA, med 20 497 invånare. Den administrativa huvudorten (county seat) är Carrizozo, New Mexico. 

## Geografi
Enligt United States Census Bureau så har countyt en total area på 12 513 km². 12 512 km² av den arean är land och 1 km² är vatten. 

### Angränsande countyn
- Torrance County, New Mexico - nord
- Guadalupe County, New Mexico - nord
- DeBaca County, New Mexico - nordöst
- Chaves County, New Mexico - öst
- Otero County, New Mexico - syd
- Sierra County, New Mexico - sydväst
- Socorro County, New Mexico - väst